# Wang Xiaotong
Wang Xiaotong (王孝通) (580 – 640), también conocido como Wang Hs'iao-t'ung, fue un matemático chino, calendarista, político y escritor de la dinastía Tang temprana. Es famoso como autor de Jigu Suanjing (Continuación de las matemáticas antiguas), uno de Los diez cánones del cálculo. Presentó este trabajo a Gaozu de Tang, el primer emperador de la dinastía Tang, junto con una breve biografía.

## Semblanza
Según su autobiografía, Wang Xiaotong se interesó por las matemáticas a una edad temprana. Después de un estudio de los Nueve Capítulos sobre el Arte Matemático y, en particular, el comentario de Liu Hui al respecto, Wang se convirtió en profesor de matemáticas y luego en subdirector del Gabinete Astronómico. 
Se sabía que el calendario chino en ese momento necesitaba una reforma, ya que, aunque solo estuvo en funcionamiento durante unos años, las predicciones de eclipses ya se estaban desviando. En 623, junto con Zu Xiaosun, un funcionario público, fue asignado a informar sobre los problemas con el calendario recientemente adoptado. De hecho, Wang no abordó este problema de una manera sofisticada; propuso ignorar la irregularidad del movimiento del sol y también la precesión de los equinoccios, que ya habían sido incorporados en los cálculos del calendario por Zu Chongzhi en el siglo quinto.

## Jigu Suanjing
Su mayor contribución fue el Jigu Suanjing ("Continuación de las matemáticas antiguas" 缉 古 算 经), escrito antes del año 626. Jigu Suanjing se convirtió en un texto para los exámenes imperiales, y se incluyó como uno de los diez cánones de cálculo cuando se reimprimió en 1084. 
El libro contiene 20 problemas, basados principalmente en la ingeniería de construcción (de una torre de observación astronómica, de un dique, o de la excavación del lecho del canal entre otros); en las propiedades de los triángulos rectángulos; y en la resolución de ecuaciones cúbicas (siendo el primer trabajo chino que se ocupó de este tema). 
En Jigu Suanjin, Wang estableció y resolvió 25 ecuaciones cúbicas de la forma {\displaystyle x^{3}+px^{2}+qx=N}, junto con dos ecuaciones cuadráticas y dos ecuaciones cuadráticas dobles. 
El trabajo de Wang influyó en los matemáticos chinos posteriores, pero se dice que fueron sus ideas sobre ecuaciones cúbicas las que influyeron en el matemático italiano Fibonacci, después de llegar a la Europa del Renacimiento a través del mundo islámico.